# Petersberg (Rheinhessen)
Der Petersberg in Rheinhessen zwischen Bechtolsheim und Gau-Odernheim im rheinland-pfälzischen Landkreis Alzey-Worms ist eine 245,6 m ü. NHN hohe Erhebung des Rheinhessischen Hügellandes. Es handelt sich um einen aus Erosion des Mainzer Beckens entstandenen Zeugenberg.
Der Berg ist mit Wein bewachsen und gewährt von seinem Gipfel einen weiten Blick über das Rheinhessische Hügelland. Auf dem Gipfel steht die Ruine der St.-Peter-Kirche aus dem 10. Jahrhundert. Am Südfuß auf Gau-Odernheimer Gemarkungsseite befindet sich die größte Ansammlung von Wildtulpen nördlich der Alpen.

## Geographie

### Lage
Der Petersberg liegt zwischen Bechtolsheim im Nordnordwesten und Gau-Odernheim im Südwesten. Im Bereich der Bechtolsheimer Gemarkung entspringt auf seinem Nordhang das Engelborner Brünnelche (auch Engelborn genannt), dessen Bach nach etwa 1 Kilometer (km) Fließstrecke etwa in Richtung Norden in die westlich die Erhebung passierende Selz mündet. Ein südlicher Sporn des Petersberges heißt Hippel, und seine Südwestflanke Scharlenberg.

### Naturräumliche Zuordnung
Der Petersberg gehört in der naturräumlichen Haupteinheitengruppe Nördliches Oberrheintiefland (Nr. 22), in der Haupteinheit Rheinhessisches Tafel- und Hügelland (227) und in der Untereinheit Östliche Randhöhen (227.3) zum Naturraum Gaustraßenhöhe (227.30). Die Landschaft fällt nach Süden, Westen und Norden in der Untereinheit Selztal (227.2) in den Naturraum Mittleres Selzbecken (227.21) ab.

### Höhe und Beschaffenheit
Mit seinen 245,6 m Höhe gehört der Petersberg zwar noch nicht einmal zu den Top-10 der Erhebungen in Rheinhessen (Höchster Berg ist mit 357,6 m der Kappelberg), dennoch stand auf seinem Gipfel jahrzehntelang ein Markierungsstein dessen Inschrift lautete, dass der Petersberg der höchste Berg in Rheinhessen sei. Mitte der 2010er Jahre wurde diese Inschrift entfernt.
Der Petersberg hat eine fast mergelige Entwicklung hinter sich. Vom Liegenden zum Hangenden sind folgende Schichten vorhanden: Ab 142 m ein gelblichbrauner Sand in Wechsellagerung mit gelblichgrünen bis olivgrünen Mergeln. Diese Folge reicht bis zur 211-m-Höhenlinie. Bei 211 m beginnt der Cyrenenmergel, eine Wechselfolge grau gefärbter, feinkörniger Sande mit graubläulichen bis blauen Mergeln, die bis zu 228,5 m zu verfolgen ist. Oberhalb davon folgen ähnliche, zum Teil grünlich und rötlich gefärbte Mergel, die nach mikrofaunistischen Untersuchungsergebnissen als Süßwasserschichten anzusprechen sind. Sie bauen den obersten Teil des Petersbergs bis zu seinem Gipfel auf.

### Flora und Fauna
In der vom Weinbau geprägten Region hat der Petersberg als Refugium für bedrohte Arten eine hohe Bedeutung.
Die Flora ist aufgrund des kalkhaltigen Lössboden sowie viel Sonne und wenig Niederschlag beste Voraussetzung für das Vorkommen seltener Pflanzen. Dazu zählen: die Zwerg-Kirsche (Prunus fruticosa), der Edel-Gamander (Teucrium chamaedrys), Bastard-Mohn (Papaver hybridum), Skabiosen-Flockenblume (Centaurea scabiosa) und Spargelerbse (Lotus maritimus).
Auch die Fauna mit wärmeliebenden Tierarten hat hier ihren Lebensraum, dazu zählen unter anderem: Zauneidechse (Lacerta agilis), Zweifarbige Beißschrecke (Metrioptera bicolor), Weiße Turmschnecke (Zebrina detrita) aber auch Feldhase (Lepus europaeus) und Reh (Capreolus capreolus) gehören dazu.

## Schutzgebiete
Am Westfuß des Petersbergs liegt das Naturschutzgebiet Im Briehl/Schafwiese (CDDA-Nr. 163856; 1990 ausgewiesen; 22 ha groß). Auf der Erhebung liegen Teile des Landschaftsschutzgebiets Selztal (CDDA-Nr. 555513998; 1990; 12,58 km²).

## Weingroßlage
Der Petersberg ist zugleich Namensgeber einer Großlage im Bereich Nierstein im Weinanbaugebiet Rheinhessen. Zu dieser Großlage gehören neben den unmittelbar am Petersberg liegenden Orte Bechtolsheim und Gau-Odernheim noch die Ortschaften Biebelnheim, Gau-Köngernheim, Framersheim, Gau-Heppenheim, Spiesheim und Albig. Die Großlage gliedert sich in folgende Einzellagen: Homberg, Hundskopf und Schloss Hammerstein für Albig. Homberg, Klosterberg, Sonnenberg und Wingertstor für Bechtolsheim. Pilgerstein und Rosenberg in Biebelnheim. Hornberg, Kreuzweg und Zechberg in Framersheim. Pfarrgarten und Schlossberg in Gau-Heppenheim. Fuchsloch, Herrgottspfad, Ölberg und Vogelsang in Gau-Odernheim. Sowie der Osterberg in Spiesheim.
Weinbau wird bereits seit 850 an den Südhängen betrieben.

## Tourismus

### Aussichtsmöglichkeiten
Vom Petersberg sind im Norden das 18,7 Kilometer (km) entfernte Verwaltungsgebäude des ZDF-Sendezentrums und die weiteren Hochhäuser auf dem dortigen Mainzer Lerchenberg zu erkennen. Bei sehr guten Sichtverhältnissen reicht der Blick nach Nordosten zur knapp 50 km entfernten Frankfurter Skyline und zum Großen Feldberg im Taunus. Das Kernkraftwerk Biblis ist in 18 km Entfernung vor den Höhenzügen des Odenwaldes im Südosten zu sehen. Im Südwesten beherrscht der etwa 28 km entfernte Donnersberg mit der Sendeanlage des SWR das Panorama.
Die Aussicht beschrieb 1883 der Gau-Odernheimer Pfarrer Gredy:

„Wer eine herrliche Aussicht genießen will, der besteige den Petersberg. Wer sich die Mühe macht von 20 bis 25 Minuten lang bergauf zu steigen, wird bei schönem Wetter reichlich belohnt dafür. Der Berg hat eine Höhe von 246 Meter über der Meeresfläche und etwa 110 Meter über der am Fuße des Berges dahinfließender Selz. Und wenn du nun dastehst, auf dem spitzen Kegel des Petersberges und bewunderst die Schönheit der vor deinen Augen ausgebreiteten Natur und den Reichtum der hessischen Rheinpfalz, so wisse:
Du stehst auf einem heiligen Boden.
Heute sind auf der Spitze des Petersberges noch Reste einer Kapelle zu sehen. Diese Kapelle wird in Urkunden erstmals 1184 erwähnt. In einer weiteren Urkunde von 1289 verfügt darin König Rudolf von Habsburg an die Stadt Odernheim, dass die zwei Jahrmärkte, welche alljährlich auf dem Petersberg im Schatten der Kapelle an den Festen Peter und Paul abgehalten werden, in Zukunft in der Stadt Odernheim abgehalten werden sollen, weil der Berg so hoch und so beschwerlich zu besteigen ist. Die Kapelle verfiel immer mehr, im Jahr 1763 wurden auf der Spitze des Berges von Bechtolsheimer und Gau-Odernheimer Bürger/innen ein großes Steinkreuz errichtet. Dieses wurde infolge eines Gelübdes nach einer Viehseuche dort aufgestellt.
Der Umstand, dass der Berg dem Heiligen Petrus geweiht ist, deutet, wenn auch nur schwach, auf eine sehr frühzeitige Verehrung Gottes und seines größten Apostels hin.
Es ist davon auszugehen, dass schon in vorchristlicher, keltischer Zeit, der Petersberg ein Ort religiöser Verehrung war – ähnlich wie der Donnersberg.
Seit vielen Jahren wird bei schönem Wetter, am Himmelsfahrtstag, auf dem Berg ein evangelischer Gottesdienst gefeiert.“

Aufgrund des Rundumblicks wurde auf dem Petersberg während des Ersten Weltkriegs eine hölzerne Fliegerbeobachtungsstelle errichtet. Die Soldaten verewigten sich in einer Sandsteinplatte, in der sie das Eiserne Kreuz, das Hoheitsabzeichen der Luftstreitkräfte einmeißelten und darunter »FEST FERNSP ABT MAINZ«, für »Festungs Fernsprech Abteilung Mainz« schrieben.

Blick in südöstliche Richtung bis zu zum Odenwald
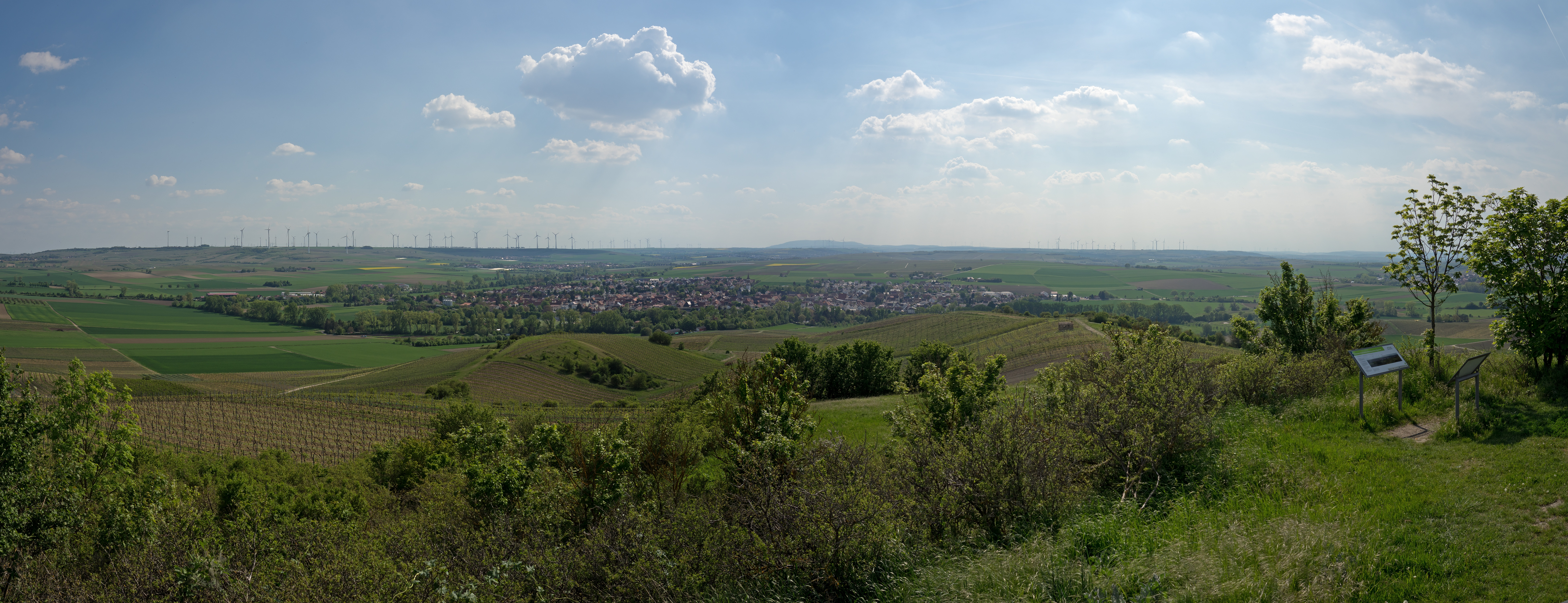
Blick in westliche Richtung über Gau-Odernheim bis zum Donnersberg
Blick in nördliche Richtung über Bechtolsheim bis zum Taunus

### Wandern und Interessengemeinschaft

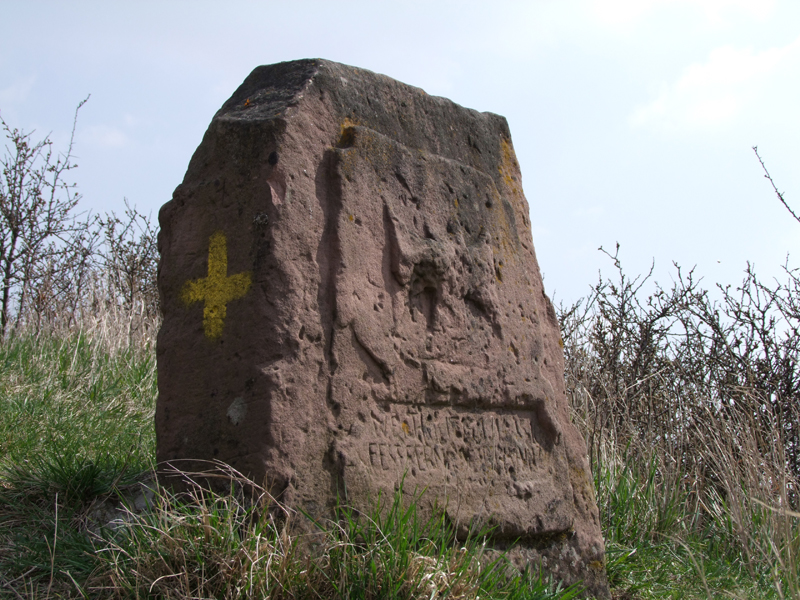
Sandsteinplatte aus dem Ersten Weltkrieg mit seitlicher Wandermarkierung (Gelbes Kreuz)

Der Fernwanderweg Saar-Rhein-Main verläuft mit dem Wegzeichen Gelbes Kreuz über den Petersberg. Zusätzlich führt seit 2009 die Alternativroute 1 des Rheinhessischen Jakobswegs von Bingen nach Worms über den Petersberg. Im selben Jahr veranstalteten die Winzer der beiden Anliegergemeinden erstmals jeweils eine eigene Weinbergswanderung. Seitdem findet immer an Christi Himmelfahrt die Weinwanderung der Gau-Odernheimer Winzer statt und die Bechtolsheimer Winzer laden an Pfingstmontag zu ihrer Weinwanderung auf den Petersberg ein.
Auf Initiative der Verbandsgemeinde Alzey-Land, in der die beiden Orte liegen, gab es im April 2010 eine Gründungsversammlung zur Interessengemeinschaft Petersberg. In dieser soll die Infrastruktur für Naherholung und die touristische Erschließung erweitert werden. Am 25. April 2015 fand auf dem Petersberg die Einweihung des Kulturweg Petersberg statt. Das Projekt wurde vom Europäischen Landwirtschaftsfonds für die Entwicklung des ländlichen Raums (ELER) mitfinanziert. Neben der archäologischen Krypta der St.-Peter-Kirche wurden Wanderwege, Ruhebänke und so genannte „Tische des Weines“ aufgestellt.

## Namensgeber
Der Petersberg ist Namensgeber für die Petersberghalle in Gau-Odernheim, den Schützenverein und die Katholischen Jugendgruppe in Bechtolsheim.

## Jüdischer Friedhof Gau-Odernheim

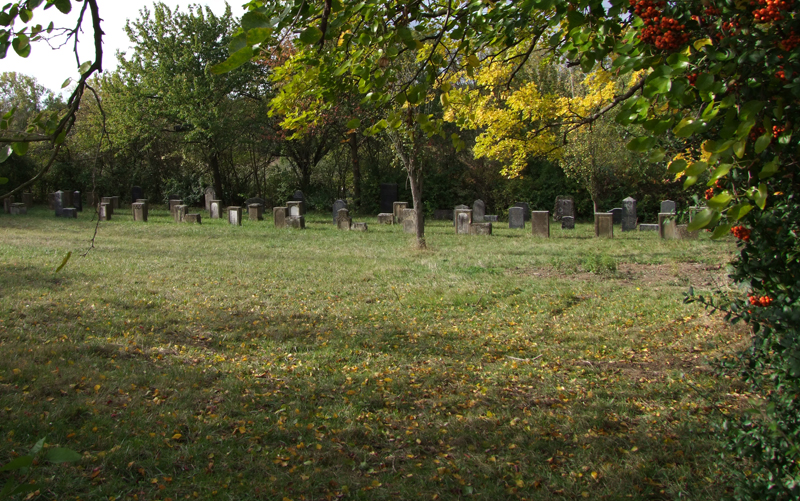
Blick vom Eingangstor auf den Jüdischen Friedhof

An der ersten Anhöhe zum Petersberg zwischen Gau-Odernheim und Bechtolsheim dem sogenannten Scharlenberg befindet sich auf Gau-Odernheimer Gemarkung der 1848 angelegte Jüdische Friedhof mit einer Fläche von 10,8 Ar. Auf ihm sind Verstorbene der beiden jüdischen Gemeinden beigesetzt; es sind noch etwa 50 Grabsteine erhalten. Von einer Grabschändung wird erstmals 1935 berichtet.